# Rhadinus ungulinus
Rhadinus ungulinus là một loài ruồi trong họ Asilidae. Rhadinus ungulinus được Loew miêu tả năm 1856. Loài này phân bố ở vùng Cổ Bắc giới và nhiệt đới châu Phi.